# Voleibol nos Jogos Pan-Americanos de 1991
Os torneios de voleibol nos Jogos Pan-Americanos de 1991 foram realizados entre 11 e 18 de agosto de 1991 em Havana, Cuba. Foi a décima edição do esporte no evento, que foi disputado para ambos os sexos.

## Países participantes
Um total de sete delegações enviaram equipes para as competições de voleibol. Cinco delas participaram de ambas as competições.
| - ARG Argentina - BRA Brasil - CAN Canadá - CUB Cuba | - PER Peru - PUR Porto Rico - USA Estados Unidos |

## Medalhistas
| Evento             | Ouro | Prata  | Bronze    |
| ------------------ | ---- | ------ | --------- |
| Masculino detalhes | Cuba | Brasil | Argentina |
| Feminino detalhes  | Cuba | Brasil | Peru      |

## Quadro de medalhas
| Ordem | País          | Medalha de ouro | Medalha de prata | Medalha de bronze |   |
| ----- | ------------- | --------------- | ---------------- | ----------------- | - |
| 1     | CUB Cuba      | 2               |                  |                   | 2 |
| 2     | BRA Brasil    |                 | 2                |                   | 2 |
| 3     | ARG Argentina |                 |                  | 1                 | 1 |
|       | PER Peru      |                 |                  | 1                 | 1 |
| TOTAL | TOTAL         | 2               | 2                | 2                 | 6 |